# ليفون لويس
ليفون لويس (بالإنجليزية: Levon Louis)‏ هو موسيقي إلكتروني ‏ أمريكي، ولد في 1974.

## وصلات خارجية
- الموقع الرسمي